# Vaudelnay
Vaudelnay est une commune française située dans le département de Maine-et-Loire, en région Pays de la Loire.

## Géographie

### Localisation
Commune angevine du Saumurois, Vaudelnay se situe au nord-est du Puy-Notre-Dame, à proximité de la route D 77, Montreuil-Bellay / Le Puy-Notre-Dame. Montreuil-Bellay se trouve à 4 km au sud-est.
Hameaux, lieux-dits, écarts : Champagne, Messemé, les Mousseux, la Brosse, Chante-Loup, Abbaye-Mare.

### Climat
Pour des articles plus généraux, voir Climat des Pays de la Loire et Climat de Maine-et-Loire.
En 2010, le climat de la commune est de type climat océanique dégradé des plaines du Centre et du Nord, selon une étude du CNRS s'appuyant sur une série de données couvrant la période 1971-2000. En 2020, Météo-France publie une typologie des climats de la France métropolitaine dans laquelle la commune est exposée à un climat océanique et est dans la région climatique Moyenne vallée de la Loire, caractérisée par une bonne insolation (1 850 h/an) et un été peu pluvieux.
Pour la période 1971-2000, la température annuelle moyenne est de 11,5 °C, avec une amplitude thermique annuelle de 14,4 °C. Le cumul annuel moyen de précipitations est de 611 mm, avec 11,1 jours de précipitations en janvier et 6,1 jours en juillet. Pour la période 1991-2020, la température moyenne annuelle observée sur la station météorologique de Météo-France la plus proche, « Mont-Bellay-Inra », sur la commune de Montreuil-Bellay à 4 km à vol d'oiseau, est de 12,8 °C et le cumul annuel moyen de précipitations est de 616,3 mm,. Pour l'avenir, les paramètres climatiques de la commune estimés pour 2050 selon différents scénarios d'émission de gaz à effet de serre sont consultables sur un site dédié publié par Météo-France en novembre 2022.

## Urbanisme

### Typologie
Au 1er janvier 2024, Vaudelnay est catégorisée bourg rural, selon la nouvelle grille communale de densité à sept niveaux définie par l'Insee en 2022.
Elle est située hors unité urbaine. Par ailleurs la commune fait partie de l'aire d'attraction de Doué-en-Anjou, dont elle est une commune de la couronne,. Cette aire, qui regroupe 7 communes, est catégorisée dans les aires de moins de 50 000 habitants,.

### Occupation des sols
L'occupation des sols de la commune, telle qu'elle ressort de la base de données européenne d’occupation biophysique des sols Corine Land Cover (CLC), est marquée par l'importance des territoires agricoles (86,3 % en 2018), une proportion sensiblement équivalente à celle de 1990 (85,6 %). La répartition détaillée en 2018 est la suivante : 
terres arables (33,9 %), cultures permanentes (30,8 %), zones agricoles hétérogènes (16,9 %), forêts (9,6 %), prairies (4,7 %), zones urbanisées (3,3 %), zones industrielles ou commerciales et réseaux de communication (0,9 %). L'évolution de l’occupation des sols de la commune et de ses infrastructures peut être observée sur les différentes représentations cartographiques du territoire : la carte de Cassini (XVIIIe siècle), la carte d'état-major (1820-1866) et les cartes ou photos aériennes de l'IGN pour la période actuelle (1950 à aujourd'hui).

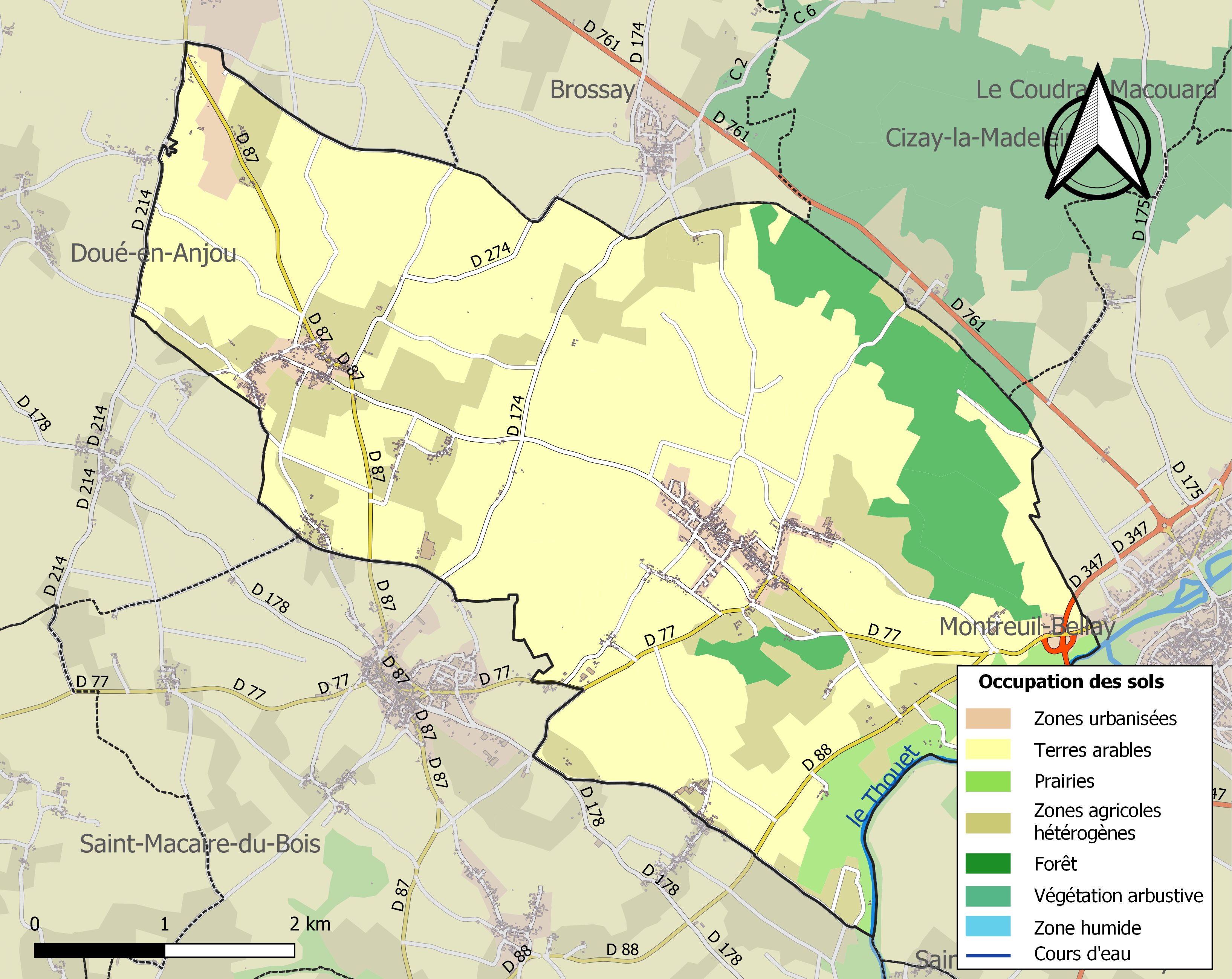
Carte des infrastructures et de l'occupation des sols de la commune en 2018 (CLC).

## Toponymie et héraldique

### Toponymie
Vaudelnay-Rillé en 1797, après le rapprochement de Vaudelnay et de Rillé. En 1923, le nom de la commune est simplifié en Vaudelenay, et c'est le 19 juillet 1953 que le nom actuel de Vaudelnay, est adopté.

### Héraldique
| Blason à dessiner | Blason  | De sinople à la rivière ondée d'argent en barre, accompagnée à dextre d'un four à chaux d'argent maçonné de sable et à senestre d'un fer de moulin d'argent; au chef cousu d'azur chargé d'un cep de vigne d'or; le tout enfermé dans une bordure de gueules chargée de quatre besants d'argent en chef en flanc et en pointe, d'un château d'or ouvert et ajouré de sable en chef à senestre et de trois fleurs de lis d'or aux trois autres angles. |
| Blason à dessiner | Détails | Le statut officiel du blason reste à déterminer. |

## Histoire
En 1797, les communes de Vaudelenay et de Rillé, créées à la Révolution française, fusionnent pour former la nouvelle commune de Vaudelenay-Rillé, qui devient Vaudelnay en 1953,.

## Politique et administration

### Administration municipale
| Période                                  | Période                       | Identité                   | Étiquette | Qualité                    |
| ---------------------------------------- | ----------------------------- | -------------------------- | --------- | -------------------------- |
| 1790                                     |                               | François Paterne           |           |                            |
| octobre 1792                             |                               | ... Vaslin                 |           |                            |
| décembre 1793                            |                               | François Restiveau         |           |                            |
| an IV                                    | an V                          | François Thuau             |           | agent municipal            |
| floréal an VII                           |                               | Joseph Martin              |           | agent municipal puis maire |
| 17 prairial an XIII (6 juin 1805)        |                               | ... de la Selle            |           |                            |
| 2 janvier 1808                           |                               | Léon de Rodays             |           |                            |
| avril 1815                               |                               | Joseph Martin              |           |                            |
| 25 septembre 1815                        | 1er novembre 1838 (démission) | Gilles-Louis Billy         |           |                            |
| 8 janvier 1839                           |                               | Pierre Girardeau           |           |                            |
| 1845                                     |                               | Victor Goupil              |           |                            |
| 29 janvier 1855                          |                               | Pierre Langlois            |           |                            |
| 1860                                     |                               | François Borit             |           |                            |
| 1861                                     |                               | André Delaleu              |           |                            |
| 1878                                     |                               | Louis Marcheteau           |           |                            |
| 1888                                     | 1904                          | André Delaleu-Sancier      |           |                            |
| 15 mai 1904                              | (démission)                   | Louis Chateignier          |           |                            |
| 1904                                     | 1912                          | André Delaleu              |           |                            |
| 1912                                     | novembre 1913 (démission)     | Louis Chateignier          |           |                            |
| 14 décembre 1913                         |                               | Charles Chevalier-Tibault  |           |                            |
| 1919                                     |                               | Jean Macé-Sancié           |           |                            |
| 1925                                     |                               | Charles Chevalier-Thibault |           |                            |
| 1929                                     | 29 juin 1931 (décès)          | Henri Guibert-Rochereau    |           |                            |
| 1935                                     | 31 janvier 1938 (décès)       | Pierre Belliard-Lepage     |           |                            |
| 31 mars 1938                             |                               | Émile Raisin-Delaleu       |           |                            |
| 1955                                     |                               | Louis Robineau             |           |                            |
| 1959                                     |                               | Auguste Moulin             |           |                            |
| 1965                                     |                               | Armand David               |           |                            |
| 1982                                     |                               | Raymond Couaillier         |           |                            |
| mars 1989                                |                               | Charles Beaumont           |           |                            |
| mars 2008                                | mai 2020                      | Jean-Marcel Supiot         |           | Retraité                   |
| mai 2020                                 | En cours (au 28 mai 2020)     | Fabrice Bardy              |           |                            |
| Les données manquantes sont à compléter. |                               |                            |           |                            |

### Intercommunalité
La commune est membre de la communauté d'agglomération Saumur Val de Loire. La commune était précédemment membre de la communauté d'agglomération de Saumur Loire Développement, elle-même membre du syndicat mixte Pays Saumurois.

## Population et société

### Évolution démographique
L'évolution du nombre d'habitants est connue à travers les recensements de la population effectués dans la commune depuis 1793. Pour les communes de moins de 10 000 habitants, une enquête de recensement portant sur toute la population est réalisée tous les cinq ans, les populations de référence des années intermédiaires étant quant à elles estimées par interpolation ou extrapolation. Pour la commune, le premier recensement exhaustif entrant dans le cadre du nouveau dispositif a été réalisé en 2007.

En 2022, la commune comptait 1 122 habitants, en évolution de −3,19 % par rapport à 2016 (Maine-et-Loire : +2,12 %, France hors Mayotte : +2,11 %).
| 1793 | 1800  | 1806  | 1821  | 1831  | 1836  | 1841  | 1846  | 1851  |
| ---- | ----- | ----- | ----- | ----- | ----- | ----- | ----- | ----- |
| 915  | 1 429 | 1 437 | 1 305 | 1 365 | 1 292 | 1 220 | 1 171 | 1 237 |

| 1856  | 1861  | 1866  | 1872  | 1876  | 1881  | 1886  | 1891  | 1896  |
| ----- | ----- | ----- | ----- | ----- | ----- | ----- | ----- | ----- |
| 1 268 | 1 288 | 1 255 | 1 159 | 1 263 | 1 165 | 1 229 | 1 214 | 1 162 |

| 1901  | 1906  | 1911  | 1921  | 1926  | 1931  | 1936  | 1946  | 1954  |
| ----- | ----- | ----- | ----- | ----- | ----- | ----- | ----- | ----- |
| 1 140 | 1 202 | 1 155 | 1 057 | 1 083 | 1 037 | 1 071 | 1 034 | 1 068 |

| 1962  | 1968  | 1975 | 1982  | 1990  | 1999  | 2006  | 2007  | 2012  |
| ----- | ----- | ---- | ----- | ----- | ----- | ----- | ----- | ----- |
| 1 113 | 1 083 | 898  | 1 005 | 1 037 | 1 058 | 1 183 | 1 201 | 1 210 |

| 2017  | 2022  | - | - | - | - | - | - | - |
| ----- | ----- | - | - | - | - | - | - | - |
| 1 143 | 1 122 | - | - | - | - | - | - | - |

#### Pyramide des âges
La population de la commune est relativement jeune.
En 2018, le taux de personnes d'un âge inférieur à 30 ans s'élève à 32,5 %, soit en dessous de la moyenne départementale (37,2 %). À l'inverse, le taux de personnes d'âge supérieur à 60 ans est de 24,3 % la même année, alors qu'il est de 25,6 % au niveau départemental.
En 2018, la commune compte 570 hommes pour 573 femmes, soit un taux de 50,13 % de femmes, légèrement inférieur au taux départemental (51,37 %).
Les pyramides des âges de la commune et du département s'établissent comme suit.
| Hommes | Classe d’âge | Femmes |
| ------ | ------------ | ------ |
| 0,7    | 90 ou +      | 1,1    |
| 6,8    | 75-89 ans    | 8,9    |
| 15,1   | 60-74 ans    | 16,1   |
| 22,1   | 45-59 ans    | 20,0   |
| 22,0   | 30-44 ans    | 22,3   |
| 13,5   | 15-29 ans    | 11,1   |
| 20,0   | 0-14 ans     | 20,5   |

| Hommes | Classe d’âge | Femmes |
| ------ | ------------ | ------ |
| 0,9    | 90 ou +      | 2,1    |
| 7      | 75-89 ans    | 9,5    |
| 16,2   | 60-74 ans    | 16,9   |
| 19,4   | 45-59 ans    | 18,7   |
| 18,2   | 30-44 ans    | 17,5   |
| 18,8   | 15-29 ans    | 17,6   |
| 19,5   | 0-14 ans     | 17,6   |

## Économie
Sur 81 établissements présents sur la commune à fin 2010, 48 % relèvent du secteur de l'agriculture (pour une moyenne de 17 % sur le département), 6 % du secteur de l'industrie, 9 % du secteur de la construction, 35 % de celui du commerce et des services et 3 % du secteur de l'administration et de la santé. Fin 2015, sur les 99 établissements actifs, 33 % relèvent du secteur de l'agriculture (pour 11 % sur le département), 3 % du secteur de l'industrie, 7 % du secteur de la construction, 54 % de celui du commerce et des services et 3 % du secteur de l'administration et de la santé.

## Culture locale et patrimoine

### Lieux et monuments
- Église Saint-Pierre.
- Menhir du Grésil.

### Personnalités liées à la commune
- François Cevert (1944-1973), pilote automobile français, y est enterré.
- Jude Law (1972- ), acteur, réalisateur et producteur de cinéma britannique y possède une maison familiale[30].